# Поліграф (журнал)
«Поліграф» — це щоквартальна антологія оповідань у жанрі наукової фантастики, фентезі, жахів, пульпу, кіберпанку та інших жанрів фантастики. Видавався у друкованому вигляді з 2009 року. Станом на липень 2010 року «Поліграф» завершив випуск першого тому видання, що складається з 4 номерів.
Зміст «Поліграфа» включав оповідання, редакційну статтю, огляди публікацій та інтерв'ю. Журнал опублікував розлоге інтерв'ю з автором Gor Джоном Норманом у томі 1, випуску № 2. Це було єдине відоме інтерв'ю з паном Норманом, яке зараз друкується (на той час).